# Macedonius (Heermeister)
Macedonius war ein spätantiker oströmischer Heermeister (magister militum).
Macedonius ist durch ein an ihn adressiertes Gesetz im Codex Iustinianus für den 31. Mai 423 als magister militum im Osten des Römischen Reiches bezeugt, womit er einer der mächtigsten Generale unter dem Kaiser Theodosius II. war. Das Gesetz erwähnt nicht, welche der verschiedenen Heermeisterpositionen Macedonius innehatte. Da aber zu dieser Zeit Plintha und Ardabur wohl die Heermeister am Hof des Kaisers (magistri militum praesentales) und Procopius magister militum per Orientem war, könnte Macedonius entweder Heermeister für Thrakien oder für das Illyricum gewesen sein. Da es fraglich ist, ob der oströmische Kaiser in dieser Zeit überhaupt eine Kontrolle über Illyrien ausübte, mag Macedonius eher magister militum per Thracias gewesen sein. Wie lange er dieses Amt ausübte, ist unbekannt.